# Coleção Disquinho
A Coleção Disquinho foi lançada pela Continental em 1960 em compactos discos de vinil coloridos. Cada disco trazia uma história cheia de músicas e interpretadas pelo Teatro Disquinho, continham a narração de Sônia Barreto. A narração das versões mais novas é de Simone Moraes. As músicas eram compostas e adaptadas por João de Barro e orquestradas por Radamés Gnattali.
Os discos consistiam em histórias de contos de fadas, alguns deles inclusive usando versões licenciadas pela Disney como Alice no País das Maravilhas, Pinóquio, Branca de Neve e os Sete Anões, Os Três Porquinhos, entre outros. Os discos inclusive ajudaram a popularizar certas músicas como "Eu Vou" (Heigh-ho) e "Quem Tem Medo do Lobo Mau?" (Who's Afraid of the Big Bad Wolf?) na cultura popular brasileira. A coleção também derivou as conhecidas músicas "Pela Estrada Afora" e "Eu Sou o Lobo Mau" baseadas no conto Chapeuzinho Vermelho.
Em 2001 a Warner Music lançou uma coleção remasterizada com 50 histórias. Como a Velha e o macaco Simão 
Em 2020 as músicas foram disponibilizadas nas plataformas digitais de música como Spotify, Deezer, Apple Music e YouTube Music.